# Skyteam Lounge Terminal 4

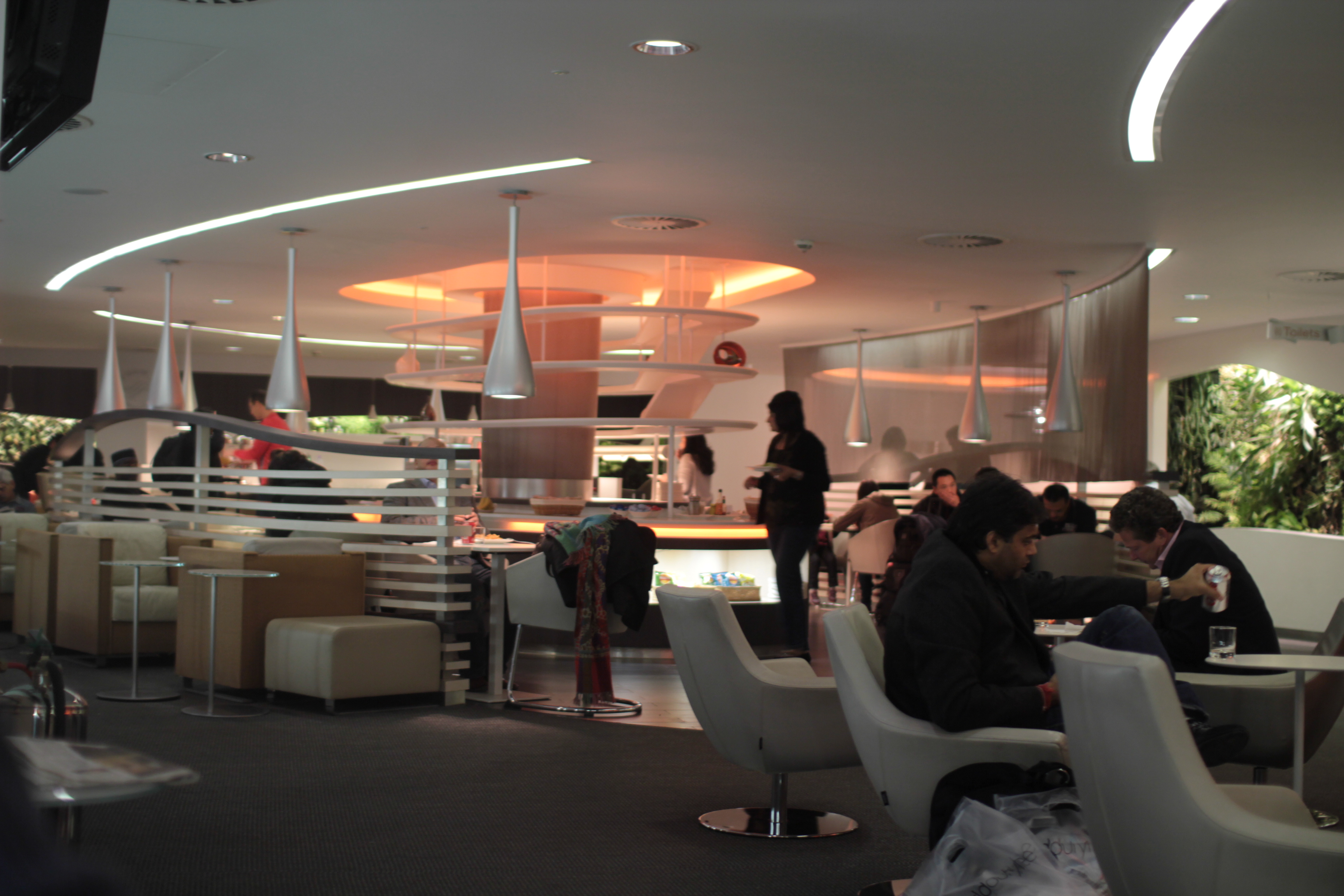
De warme hap

De Skyteam Lounge Terminal 4 is de gedeelde lounge op de luchthaven Londen Heathrow van luchtvaartmaatschappijen die deel uitmaken van SkyTeam. Deze lounge is de voormalige KLM-lounge, die na een verbouwing na de fusie van KLM en Air France als eerste een lounge vormde die toegankelijk is voor alle businessclassreizigers en elite-plus leden van de frequent flyer-programma's van de in SkyTeam deelnemende luchtvaartmaatschappijen en geen branding van een individuele luchtvaartmaatschappij kent.

## Ligging en voorzieningen
De lounge ligt in het westelijk deel van terminal 4 na de douane en security bij gate 12. Er is een bar met gratis versnaperingen, warm eten, gratis wifi-access en er zijn computerterminals. De bar is alleen toegankelijk voor de businessclass en elite-plus reizigers, betaalde toegang is niet mogelijk. Er zijn achterin douches, en Clarins heeft een (niet altijd bemande) beautysalon.